# Basenkonstante
Die Basenkonstante (KB) ist eine Stoffkonstante und gibt an, in welchem Maße eine Base in Wasser alkalisch reagiert. Sie wird eher selten verwendet, da sie sich direkt aus der Säurekonstante KS der korrespondierenden Säure berechnen lässt. Es gilt dabei: Je kleiner der pKB-Wert ist, desto stärker ist das Bestreben der Base, Protonen aufzunehmen. Für in Wasser gelöste Säuren und Basen gilt mit dem Dissoziationsgleichgewicht des Wassers bei 25 °C unter Vernachlässigung der Fugazitäten näherungsweise folgende Beziehung:
{\displaystyle K_{\text{S}}\cdot K_{\text{B}}=10^{-14}}

## Säure-Base-Reaktion
Zwischen einer Base B und ihrer korrespondierenden Säure BH+ liegt in wässriger Lösung folgende Gleichgewichtsreaktion vor: 
{\displaystyle \mathrm {B+H_{2}O} \leftrightharpoons \mathrm {OH^{-}+BH^{+}} }
Nach dem Massenwirkungsgesetz wird die Lage des Gleichgewichtes durch die Gleichgewichtskonstante K beschrieben:
{\displaystyle {\frac {c(\mathrm {OH} ^{-})\cdot c(\mathrm {BH} ^{+})}{c(\mathrm {B} )\cdot c(\mathrm {H} _{2}\mathrm {O} )}}=K}
Da die Konzentration von Wasser {\displaystyle \mathrm {c(H_{2}O)} } bei der Reaktion praktisch konstant bleibt, lässt sich {\displaystyle \mathrm {c(H_{2}O)} } in die Konstante {\displaystyle K} einbeziehen. Damit ergibt sich schließlich die Basenkonstante {\displaystyle K_{\text{B}}}:
{\displaystyle K_{\text{B}}={\frac {c(\mathrm {B} \mathrm {H} ^{+})\cdot c(\mathrm {OH} ^{-})}{c(\mathrm {B} )}}}
Häufig wird der negative dekadische Logarithmus von {\displaystyle K_{\text{B}}}, der sogenannte {\displaystyle \mathrm {p} K_{\text{B}}}-Wert, angegeben:
{\displaystyle \mathrm {p} K_{\text{B}}=-\lg \left(K_{\text{B}}\cdot 1\mathrm {\frac {l}{mol}} \right)=-\lg \left({\frac {c(\mathrm {B} \mathrm {H} ^{+})\cdot c(\mathrm {OH} ^{-})}{c(\mathrm {B} )}}\cdot 1\mathrm {\frac {l}{mol}} \right)}
Für den {\displaystyle \mathrm {p} K_{\text{B}}}-Wert und den analog definierten {\displaystyle \mathrm {p} K_{\text{S}}}-Wert gilt bei Zimmertemperatur:
{\displaystyle \mathrm {p} K_{\text{B}}+\mathrm {p} K_{\text{S}}=14}
Eine Tabelle mit vielen {\displaystyle \mathrm {p} K_{\text{B}}}-Werten und {\displaystyle \mathrm {p} K_{\text{S}}}-Werten findet sich in Säurekonstante.